# دريلانديرسبيتزي
دريلانديرسبيتزي (بالإنجليزية: Dreiländerspitze)‏ هو أحد جبال سلسلة جبال الألب سيلفريتا وجزء من القمة الأم أوغستينبيرغ يقع في النمسا-سويسرا. يبلغ ارتفاع الجبل حوالي 3197 متر، بينما يبلغ ارتفاع نتوء الجبل 306 متر، وقد سجل أول وصول لقمة الجبل عام 1870.